# Botanophila angulosa
Botanophila angulosa är en tvåvingeart som först beskrevs av Ringdahl 1930.  Botanophila angulosa ingår i släktet Botanophila och familjen blomsterflugor. Inga underarter finns listade i Catalogue of Life.